# Taito WoWoW
 (juin 2018).
Si vous disposez d'ouvrages ou d'articles de référence ou si vous connaissez des sites web de qualité traitant du thème abordé ici, merci de compléter l'article en donnant les références utiles à sa vérifiabilité et en les liant à la section « Notes et références ».
La Taito WoWoW est un prototype de console de jeux vidéo, jamais sortie, et présentée au salon Tokyo Game Show en 1992. La console était développée conjointement par la société japonaise Taito, la société JSB (détentrice de la chaîne de télévision japonaise satellitaire WOWOW très récente à l'époque) et l'éditeur de logiciel ASCII.
La console aurait été pourvue d'un microprocesseur 16 bits et d'un lecteur de CD-Rom et aurait proposé des conversions de jeux d'arcade de la société Taito, sur le modèle de la Neo-Geo AES de la société SNK.
L'idée la plus innovante était de pouvoir recevoir des jeux directement du satellite via la chaîne "Wowow", avec un système de paiement par carte à insérer dans la console. L'idée a été reprise en 1995 au Japon par Nintendo pour la Super Famicom et son système Satellaview (BS-X).